# Su Hanchen

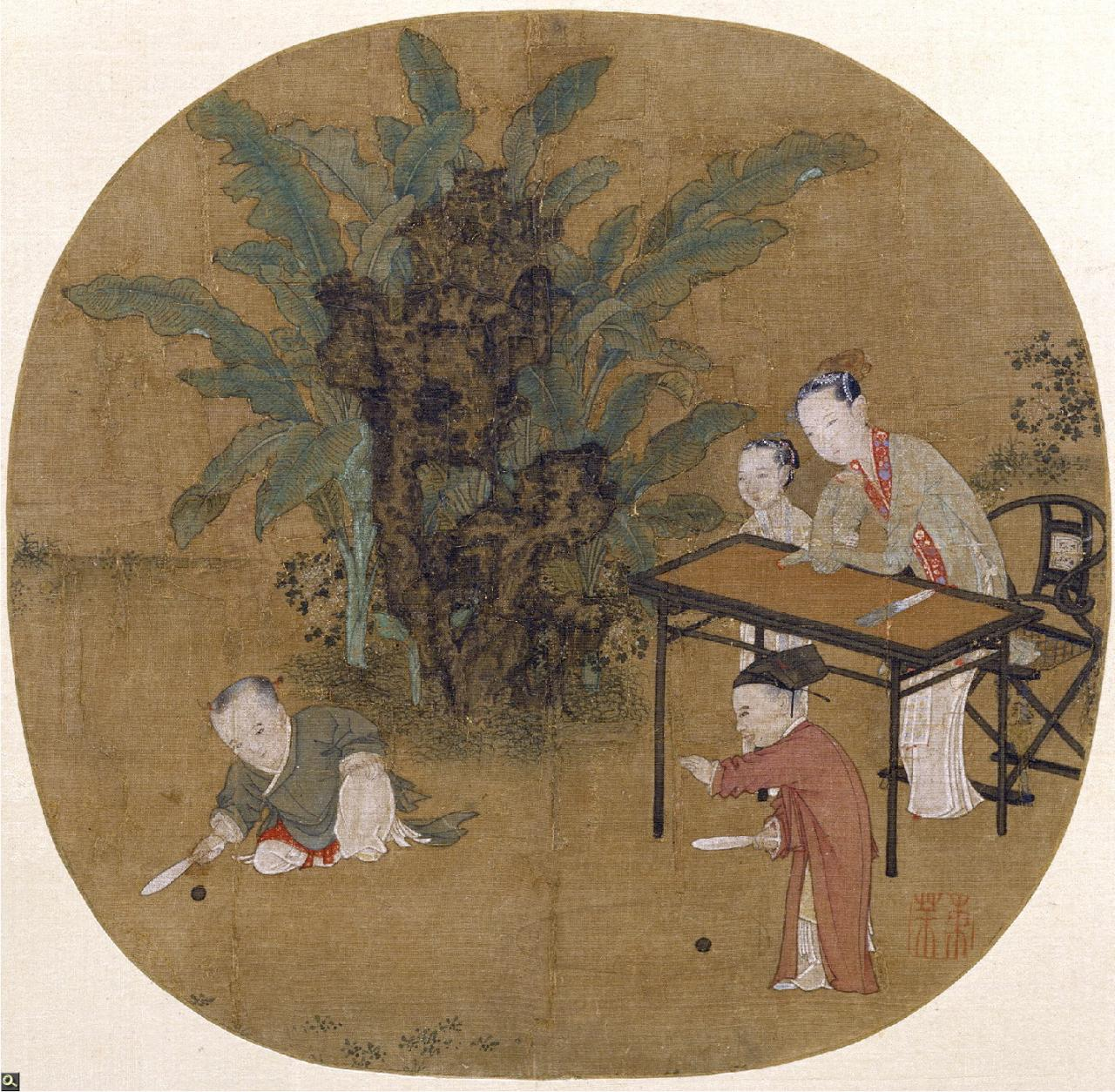
Een balletje slaan in de schaduw van de bananenbladeren; waaier gemonteerd als albumblad

Su Hanchen (蘇漢臣; 1101–1161) was een Chinees kunstschilder uit Kaifeng, Henan. Hij was in de jaren 1130 tot 1160 als hofschilder actief.
Tijdens de regering van keizer Song Huizong van de Noordelijke Song was Su een schilder in opleiding (daizhao) op de Hanlin-academie. Dit was de hoogste positie die een hofschilder kon behalen. In de periode van de Zuidelijke Song kreeg Su tijdens de regering van keizer Xiaozong de prestigieuze titel 'edelman in vertrouwen' (chengxinlang).
Su was gespecialiseerd in boeddhistische en taoïstische portretten en is met name bekend om zijn afbeeldingen van kinderen. Hij wist ze vast te leggen in hun meest ongedwongen toestand, zoals tijdens het spelen of wanneer ze nieuwsgierig de koopwaar van een marskramer bekijken. Su's vermogen om zowel het uiterlijk als de naïviteit van kinderen weer te geven maakt hem tot een van de beroemdste portretkunstenaars van zijn tijd.
- Union List of Artist Names: 500125689
- Virtual International Authority File: 96608418